# قرخ بلاغ (تشاراويماق)
قرخ بلاغ (بالفارسية: قرخ‌بلاغ) هي منطقة سكنية تقع في قسم تشاراويماق المركزي في إيران. يقدر عدد سكانها بـ 203 نسمة .